# Porsche 356B Carrera Abarth GTL
Porsche 356B Carrera Abarth GTL är en sportvagn, tillverkad av den tyska biltillverkaren Porsche mellan 1960 och 1961.

## Bakgrund
Tidiga versioner av Porsche 356 hade varit framgångsrika i sportvagnsracingens mindre klasser, men när B-modellen lanserades i september 1959 hade den blivit alltför tung för att konkurrera med bilar som Alfa Romeo Giulietta och Lotus Elite. Porsche beslutade då att ta fram en lättviktsversion, men eftersom motorsportavdelningen var upptagen med formel 1-projektet 804 lades arbetet för ovanlighetens skull ut på en underleverantör.

## Porsche 356B Carrera Abarth GTL
I slutet av 1959 kontaktade Porsche Carlo Abarth, som byggde sportvagnar under eget namn, och lade en beställning på 20 karosser i aluminium, med en option på ytterligare 20 stycken. Porsche sände rullande chassin med den avancerade Carrera-motorn till Turin och förväntade sig att Abarths välrenommerade partner Zagato skulle bygga karosserna. Vad Abarth ”glömt” att berätta var att han just avslutat samarbetet med Zagato och arbetet utfördes hos betydligt mindre karossbyggare; Viarengo & Pilipponi. Karossen ritades av den tidigare Bertone-medarbetaren Franco Scaglione och liknade de bilar som Abarth själva byggde på Fiat 600-basis. Interiören var mycket spartansk och, visade det sig, väl trång för Porsches välbyggda fabriksförare.
De färdigbyggda bilarna vägde cirka 130 kg mindre än en standardbil, men Porsche var mycket missnöjda med byggkvaliteten. Alla bilar genomgick mer eller mindre omfattande justeringar efter leverans för att motsvara Porsches krav och samarbetet avslutades sedan de första tjugo bilarna blivit klara. Alla bilarna levererades med 1,6-liters motorer och trumbromsar, men mot slutet av racingkarriären byggdes flera bilar om med tvålitersmotor och skivbromsar.

## Tekniska data
| Tekniska data           | Carrera Abarth GTL                                                    |
| ----------------------- | --------------------------------------------------------------------- |
| Motor:                  | 4-cylindrig boxermotor                                                |
| Kylning:                | Luftkylning                                                           |
| Cylindervolym:          | 1587 cm³                                                              |
| Borrning x slaglängd:   | 87,5 x 66 mm                                                          |
| Max effekt vid varvtal: | 115 hk vid 6 500 v/min                                                |
| Kompression:            | 9,8 : 1                                                               |
| Ventilstyrning:         | Dubbla överliggande kamaxlar per cylinderrad, 2 ventiler per cylinder |
| Bränslesystem:          | 2 Solex tvåportsförgasare                                             |
| Växellåda:              | 4-växlad manuell                                                      |
| Hjulupphängning fram:   | Dubbla längslänkar, torsionsstavar, krängningshämmare                 |
| Hjulupphängning bak:    | Pendelaxel, torsionsstavar, krängningshämmare                         |
| Bromsar:                | Hydrauliska trumbromsar                                               |
| Chassi & kaross:        | Plattformschassi med aluminiumkaross                                  |
| Spårvidd fram/bak:      | 1306/1272 mm                                                          |
| Hjulbas:                | 2100 mm                                                               |
| Längd x bredd x höjd:   | 3980 x 1672 x 1228 mm                                                 |
| Torrvikt:               | 780 kg                                                                |
| Toppfart:               | 220 km/h                                                              |

## Tävlingsresultat
Trots Porsches missnöje med karossens kvaliteter blev Carrera Abarth GTL mycket framgångsrik i sportvagns-VM:s 1,6- och tvålitersklasser. Första framgången blev klassegern i Targa Florio 1960. Även vid Le Mans 24-timmars samma år tog bilen en klasseger. Carrera Abarth GTL vann sedan klassegrar i Targa Florio ytterligare tre år i rad mellan 1961 och 1963 och på Le Mans 1961 och 1962. Bilen tog hem segern i 1,6-litersklassen i sportvagns-VM 1962.